# Сімейна мелодрама
«Сімейна мелодрама» (латис. «Ģimenes melodrāma») — радянський художній фільм режисера Бориса Фруміна, знятий на Ризькій кіностудії у 1976 році. Прем'єра фільму відбулася 27 червня 1977 року.

## Сюжет
Підліток Володимир Барабанов, на прізвисько «Барабан», збирається ввечері на домашню зустріч своїх однокласників. Батьки Володі в розлученні. Батько не знайшов щастя в новій сім'ї, а мати ховається від турбот, що навалилися, в спогадах про свою артистичну юність. Володя глибоко переживає те що трапилося, але за маскою шкільного жартівника приховує свої справжні почуття. Складні відносини батьків переплуталися в душі хлопчика з очікуванням свого першого кохання. Він шукає, але не може знайти вихід з найпростіших ситуацій. Повернувшись додому після танців Володя дізнається від сусідської дівчинки, що після чергової розмови зі своїм колишнім чоловіком його мати була відправлена до лікарні. Забувши про все, він негайно відправляється до неї на зустріч.

## У ролях
- Людмила Гурченко —  Валентина Барабанова
- Валерій Каргін —  Володимир Барабанов
- Лев Круглий —  Павло Барабанов
- Людмила Крячун —  Марина
- Алла Покровська —  вчителька літератури
- Михайло Іванов —  вчитель анатомії
- Олексій Михайлов —  директор школи
- Арійс Гейкінс —  керівник хору
- Ольгерт Дункерс —  адміністратор клубу
- Волдемар Лобіньш —  сусід
- Альфонс Калпакс —  пенсіонер
- Талівалдіс Каптейніс —  учасник хору

## Знімальна група
- Автор сценарію: Володимир Лобанов
- Режисер-постановник:  Борис Фрумін
- Оператор-постановник: Зігурд Дудіньш
- Композитор: Петеріс Плакідіс
- Художник-постановник:  Костянтин Форостенко
- Звукооператор: Віктор Личов
- Режисер: Петеріс Криловс
- Диригент: Товій Ліфшиц
- Редактор:  Освальд Кубланов
- Музичний редактор: Микола Золотонос